# Pyrophaena rosarum
Pyrophaena rosarum là một loài ruồi trong họ Ruồi giả ong (Syrphidae). Loài này được Fabricius mô tả khoa học đầu tiên năm 1787. Pyrophaena rosarum phân bố ở vùng Cổ Bắc giới